# Aspilota tianmushanica
Aspilota tianmushanica är en stekelart som beskrevs av Sergey A. Belokobylskij. Aspilota tianmushanica ingår i släktet Aspilota och familjen bracksteklar. Inga underarter finns listade.